# Виртуелна мобилност
Виртуелна мобилност се односи на студенте и наставнике у високом образовању који користе другу институцију ван своје земље да студирају или предају ограничено време, а да физички не напуштају свој дом. Он допуњује физичку мобилност у којој студенти путују на студије у иностранство, као што је програм Еразмус. Ова два облика мобилности заједно чине академску мобилност. Мобилност студената и наставника се перципира као важна питања квалитета у високом образовању.  
Постоји и трећа врста мобилности Комбинована мобилност – комбинација виртуелне и физичке мобилности.
Виртуелна мобилност је дефинисана као активност која нуди приступ курсевима и студијским шемама у страној земљи и омогућава комуникацијске активности са наставницима и колегама студентима у иностранству путем нових информационих и комуникационих технологија. 
Тежећи европском образовном простору, европски министри образовања сматрају виртуелну мобилност неопходним додатком традиционалним начинима студирања у иностранству који захтевају путовање. У Европи, базе података као што је Educontact пружају студентима преглед доступних курсева.
Позадину јавне политике може се наћи, на пример, у Декларацији о мобилности из Леувена, донету од стране 46 европских министара високог образовања. 
Некомерцијални водич за виртуелну мобилност је погодан за универзитете и школе које почињу са виртуелном мобилношћу. 